# Drogreden

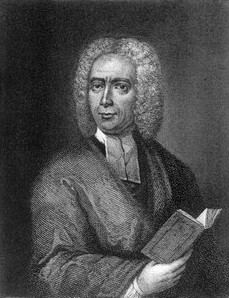
Wanneer een Bewys de gedaante van Waarheid met zich brengt en evenwel ons doet dwaalen, is 't een Drogreden. Isaac Watts, 1757.

Een drogreden, schijnreden of sofisme is een reden of redenering die niet correct is, maar wel aannemelijk lijkt. 
De oudste bekende teksten hierover zijn de dialoog Euthydemus van Plato, waarin een reeks onbenoemde drogredenen de revue passeert, en het werk sophistikoi elenchoi van diens leerling Aristoteles. In dit werk werden door hem diverse figuren voor het eerst benoemd en ontleed. Het staat nog steeds model voor publicaties over drogredenen, denkfouten, informele logica en argumentatietheorie.

## Algemeen
Net als een goede redenering bestaat een drogreden uit een of meer premissen (aanname, stelling) of axioma's (algemeen aanvaarde uitgangspunten), waaruit na het stellen van een causaal verband (oorzaak en gevolg) een conclusie wordt getrokken, of een aantal argumenten, waarmee een mening wordt onderbouwd. De conclusie van een drogreden kan zowel juist als onjuist zijn, maar een drogreden voldoet niet aan de voorwaarden van correctheid. Dat wil zeggen dat de redenering niet geldig is (dan klopt de vorm van de redenering niet) en/of niet gezond is (dan zijn de stellingen niet geldig). Onderscheidend voor een drogreden is dat er foutief overgegaan wordt van premissen naar een conclusie.
Drogredenen worden vaak opzettelijk gebruikt door demagogen. Volgens de Britse filosoof Jeremy Bentham konden ze enkel dienen om al wat krom is schijnbaar recht te praten: "Abuse can only be defended by fallacies".
Drogredenen worden echter ook nogal eens onopzettelijk gebruikt door mensen die niet weten dat het drogredenen zijn, maar veronderstellen dat het correcte argumenten zijn (het zijn dan eerder denk- of redeneerfouten). Verder worden drogredenen vaak in humor gebruikt. In dat geval ligt het bedrieglijke van de gepresenteerde gedachtegang er meestal dik bovenop. Doorgaans draait het dan om een dubbelzinnigheid of om verwisselen van ruime en enge betekenis van dezelfde term, met absurde gevolgen.
Doordat veel mensen in discussievoeringen er gebruik van maken spelen drogredenen een belangrijke rol in de samenleving. Gezien de beperkte leefomgeving van veel mensen komen bijvoorbeeld anekdotische drogredenen veelvuldig voor. De persoon haalt in zijn betoog dan voorbeelden uit de directe leefomgeving aan om zijn standpunt (op een incorrecte manier) te onderbouwen.
Ook in reclame komen drogredenen veelvuldig voor. In de bewering "de meeste tandartsen bevelen X aan" is bijvoorbeeld sprake van een beroep op autoriteit, met als impliciete conclusie dat X het beste zou zijn. Een ander cliché is: "Dermatologisch getest!" Immers, zolang de testresultaten er niet bij worden vermeld, is dit geen logisch argument om een bepaald product te kopen.

## Indeling
Reeds in de klassieke oudheid onderscheidde men verschillende soorten drogredenen. Deze zijn nog steeds bekend onder hun Latijnse namen die er in de middeleeuwse scholastiek aan werden toegekend, zoals Argumentum ad baculum, Argumentum ad populum en Argumentum ad misericordiam. Ook aan 'moderne' drogredenen wordt wel een Latijnse naam toegekend, bijvoorbeeld de Reductio ad Hitlerum.
Drogredenen zijn soms moeilijk in een categorie onder te brengen. In de filosofie wordt vaak de indeling volgens Aristoteles gebruikt:
- Formele drogredenen
  - drogredenen waarbij er een fout in de logica van de redenering zit
- Informele drogredenen
  - drogredenen waarbij in de premissen verkeerde aannames worden gedaan en dus onjuiste premissen worden gebruikt
  - drogredenen waarbij de conclusie bereikt wordt door een onjuist gebruik van woorden

John Stuart Mill stelde een vijfdelige classificatie voor:
- Fallacies of Simple Inspection (axiomatische proposities die niet verwijzen naar een grond buiten zichzelf)
- Fallacies of Observation (inductieve afleidingen met betrekking tot waarnemingen)
- Fallacies of Generalisation (inductieve afleidingen met betrekking tot veralgemenisering)
- Fallacies of Ratiocination (deductieve afleidingen)
- Fallacies of Confusion (afleidingen op vaag onderscheiden gronden)

## Drogredenen gebaseerd op een fout in de logica
Dit zijn drogredenen waarbij er een fout in de logica van de redenering zit. Het zijn foutieve deductieve redeneringen.

### Argumentum ad ignorantiam(argument van de onwetendheid)
Voetstoots wordt aangenomen dat een stelling waar is, omdat niet is bewezen dat zij onwaar is. Of omgekeerd: er wordt aangenomen dat een stelling onwaar is, omdat niet is bewezen dat zij waar is.
- "Ik heb hem nooit met een vrouw op stap gezien, dus hij heeft geen vriendin."

Onjuiste logica: als iemand een vriendin heeft, dan gaat hij ermee op stap en dan zie ik dat.
Een uitzondering waar deze argumentatie niet als drogreden geldt, is in het strafrecht ("U bent onschuldig totdat het tegendeel bewezen is"). In dat geval is er sprake van een wettelijk vastgelegde bewijslast. Het is daar dus geen wijze van argumenteren, maar een juridische oplossing voor het geval iets niet bewezen kan worden: een aanname, een premisse, die in het maatschappelijk leven een axioma blijkt te worden.

### Vals dilemma
Hierbij wordt ten onrechte het principe van de uitgesloten derde (tertium non datur) toegepast.
- "Als je niet voor ons bent dan ben je tegen ons."

Er is ook een generaliserende variant.
- "Als je het niet eens bent met ons plan, dan ben je tegen onze ideologie."

Mensen worden in een vals dilemma gedwongen door te doen alsof er maar twee keuzes zijn, terwijl er meer zijn.
Het valse dilemma wordt ook wel zwart-witdenken genoemd.

### Argumentum ad temperantiam(vals compromis)
Hierbij wordt ten onrechte aangenomen dat, wanneer twee verschillende standpunten als feitelijk juist gepropageerd worden, het compromis tussen die twee de waarheid het best beschrijft.

### Argumentum ex silentio(wie zwijgt stemt toe)
Een conclusie op grond van iets dat niet gezegd wordt, dus een stellingname die wordt afgeleid uit zwijgen.
- "'Heeft het koningshuis ons generaties lang bestolen?', vroeg ik aan de koningin. Daar had ze mooi geen antwoord op, dus het koningshuis had ons generaties lang bestolen."
- "Toen ik Pietje zijn pincode vroeg, gaf hij geen antwoord. Dus Pietje weet zijn pincode niet meer."
- "Toen ik aan Pietje vroeg of hij de snoepjes had gestolen, gaf hij geen antwoord. Dus Pietje heeft de snoepjes gestolen."

### Non sequitur(het volgt er niet uit)
Een drogreden waarbij de spreker een mening of conclusie formuleert die logisch gezien niet uit de argumenten of premisse volgt.
- "Bij 25% van de dodelijke ongevallen had de bestuurder alcohol gedronken en bij 75% van de dodelijke ongevallen had de bestuurder koffie gedronken. Het is dus veiliger als de bestuurder alcohol drinkt in plaats van koffie."

De onjuiste logica komt voort uit het feit dat de verkeerde getallen vergeleken worden, oftewel, appels met peren vergeleken worden.  Het is zaak het percentage alcoholdrinkers dat in een ongeval terechtkomt te vergelijken met het percentage van de niet-alcoholdrinkers dat in een ongeval terechtkomt.

### Retrorsum causa et effectus(omkering van oorzaak en gevolg)
- "Veel mensen die in een rolstoel rijden hebben een ongeval gehad, dus rijden met een rolstoel is gevaarlijk."

Deze redenering is onjuist, omdat het gebruik van een rolstoel geen oorzaak is van een ongeval, maar het gevolg.

### Post hoc ergo propter hoc(na dit, dus door dit)
Er wordt een oorzakelijk verband gesuggereerd dat er in werkelijkheid niet hoeft te zijn. Feit B treedt op na feit A en feit B wordt daarom gepresenteerd als gevolg van feit A. Er zijn verschillende situaties waardoor feit B misschien niet had hoeven op te treden maar het argument wordt gepresenteerd alsof het onvermijdelijk was na feit A.
- "De patiënt genas enkele dagen nadat hij middel X kreeg, dus dit middel heeft hem genezen."
- "De zon komt altijd op nadat de haan gekraaid heeft, dus de zon komt op doordát de haan kraait."
- "Gisteren vlogen de zwaluwen hoog en het is vandaag mooi weer. Nu vliegen de zwaluwen weer hoog, dus het zal morgen ook mooi weer worden."

### Cum hoc ergo propter hoc(met dit, dus door dit)
Net als bij de bovenstaande drogreden wordt hier een oorzakelijk verband gesuggereerd dat er in werkelijkheid niet hoeft te zijn. Het verschil is dat feit A en B nu tegelijk optreden.  De conclusie kan juist zijn maar is niet bewezen.
- "Zij was in augustus op vakantie met Gijs. Zij is in augustus zwanger geworden. Dus zij is zwanger van Gijs."
- "Ik dacht net aan jou toen de telefoon ging. Dat kan toch geen toeval zijn!"

### Bevestiging van het gevolg
Een conclusie trekken die gebaseerd is op het gevolg van die conclusie.
- "Als ik zie hoe veel kritiek zij had gekregen, dan kan ik alleen maar concluderen dat ze de zaak niet goed had aangepakt."

### Willekeurige correlatie
Zoeken van correlaties tussen om het even wat.
- Bij mensen met blauwe ogen komt volgens dit onderzoek relatief meer criminaliteit voor. Het hebben van blauwe ogen veroorzaakt criminaliteit.
- "De laatste 200 jaar is het aantal piraten afgenomen en is de opwarming van de aarde toegenomen. Het is dus door het feit dat er nu nauwelijks piraten zijn dat we met de klimaatverandering zitten"[7]
- In de zomer worden veel ijsjes verkocht en verdrinken ook veel mensen. Het eten van ijsjes veroorzaakt dus verdrinking.

Hier worden verbanden gezien tussen twee zaken die niet per se met elkaar te maken hebben. Oorzakelijk verband wordt hier ten onrechte uit correlatie opgemaakt. Als men hierop statistisch onderzoek doet is er (bijna) altijd een onderzoek dat een merkwaardig resultaat geeft. De normale onderzoeken komen nooit naar boven. In de statistiek is het een basisregel dat een sterke correlatie niet automatisch ook een oorzakelijk verband inhoudt. In het eerste voorbeeld wordt bijvoorbeeld voorbijgegaan aan het gegeven dat 'blauw' in Noord-Europa een veelvoorkomende oogkleur is en de kans dat criminelen blauwe ogen hebben gewoon groot is, en in het derde geval wordt voorbij gegaan aan het gegeven dat het in de zomer vaak warm is; hoe warmer het is, des te meer ijs wordt er verkocht, maar tegelijk gaan meer mensen zwemmen en des te meer mensen er verdrinken.

### Negeren van alternatieve hypothesen
Over het hoofd zien van alternatieve hypothesen.
- "Er zijn ufo's gezien, dus er is buitenaards leven."

Een genegeerde alternatieve hypothese is dat ufo-meldingen op misverstanden of grappenmakerijen berusten.

### Secundum quid(overhaaste generalisatie/wet van de kleine getallen)
De juistheid van de stelling wordt aangetoond met één of meerdere voorbeelden of een niet-representatieve steekproef.
Dit is vooral populair in de vorm van een anekdote (anekdotisch bewijs), een verhaal dat de spreker zelf heeft meegemaakt of van (goede) vriend of kennis heeft gehoord.
- "Mijn opa rookte als een ketter en is 98 jaar geworden, dus roken is helemaal niet ongezond."
- "Er is meer criminaliteit dan vroeger, want Jan is overvallen en bij Piet is er ingebroken."

Het wordt al helemaal interessant als er een klein statistisch onderzoek naar wordt gedaan, dat echter nog lang niet representatief is; (selectieve waarneming, zie ook Misbruik van statistische gegevens).
- "Het is de afgelopen vijf jaar erg warm geweest, dus het klimaat verandert." of "Het is de koudste week in 100 jaar, dus het klimaat verandert niet."

De denkfout is hier dat er een algemene regel wordt afgeleid uit slechts enkele gevallen, in filosofische termen een inductie met een te smalle basis.
Vergelijkbaar met pars pro toto: aan de hand van een detail, een conclusie over het geheel vellen. Ook door één argument te weerleggen menen de these weerlegd te hebben.

## Drogredenen gebaseerd op onjuiste premissen
Dit zijn drogredenen waarbij in de premissen verkeerde aannames worden gedaan en dus onjuiste premissen worden gebruikt.

### Ad hominem(op de persoon)
Persoonlijke aanval op de tegenstander om zijn geloofwaardigheid in twijfel te trekken en zodoende ook zijn standpunt. De persoon die dit argument uitspreekt gaat ook niet in op de inhoud, maar op de deelnemer van de discussie. Op de man spelen en niet op de bal.
- "Wat weet een dronkenlap zoals jij van politiek?"

### Tu quoque(jij ook, jij-bak)
Dit refereert aan een verwijt van schijnheiligheid: je ontzegt de ander recht van spreken vanwege zijn eigen gedrag, of om zijn uitspraken in heden of verleden. Dit is een specifieke vorm van de persoonlijke aanval.
Het wordt ook wel jij-bak genoemd.
- "Waarom zeg je dat ik beter niet kan stelen? Dat heb je zelf vroeger ook gedaan..."

Onjuiste premisse: alles wat je zelf doet of gedaan hebt moet je altijd goedkeuren.
- Jij zegt dat de mensheid een te grote ecologische voetafdruk zet. Maar waarom eet je dan zelf vlees?
- Je zegt dat roken ongezond is, waarom rook je dan zelf?

Het feit dat iemand niet naar zijn eigen stelling handelt, doet niets af aan de waarde van die stelling zelf.

### Ad verecundiam(autoriteitsargument)
Bij de drogreden ad verecundiam gebruikt men de (veronderstelde) autoriteit van een externe persoon, instantie of document als argument voor de juistheid van een bewering. Op zichzelf is het autoriteitsargument geen drogreden. Het steunt echter op een onderliggende, verborgen aanname, namelijk dat spreker/schrijver en toehoorders/lezers de betreffende autoriteit ook als zodanig erkennen. Klopt die verborgen aanname niet, dan is logischerwijs ook het autoriteitsargument niet correct en is er sprake van een drogreden, want de autoriteit is misleidend.
- "Condooms verergeren de verspreiding van aids, want dat zegt de paus."[10]

Onjuiste premisse: alles wat de paus zegt is waar.
- Een student die denkt iets te weten dat de docent niet weet, zegt: "Deze stelling is onjuist". De docent reageert met: "Maar zo staat het niet in dit studieboek, dus is de stelling wel juist."

Onjuiste premisse: informatie die in academische tekstboeken staat is altijd waar.
- "Graancirkels zijn echt van buitenaardse wezens, want dat staat op internet."

Onjuiste premisse: informatie die op internet staat is altijd waar.
- Verwijzen naar religieuze boeken zoals de Bijbel of Koran: "De Bijbel zegt X, dus X is juist."

Onjuiste premisse: alles wat er in de Bijbel staat is waar (of echt gebeurd).
Subcategorieën van het beroep op autoriteit zijn het argumentum ad lazarum (iemand die arm is heeft gelijk) en het argumentum ad crumenam (iemand die rijk is heeft gelijk).

### Ad populum(met het oog op het volk)
Hiervan is sprake wanneer men de juistheid van een stelling tracht te bewijzen door aan te voeren dat er een meerderheid voor te vinden is. In zekere zin is dit (paradoxaal genoeg) een democratisch autoriteitsargument. Zie ook populisme.
- "De spelling is 'stropop' en niet 'stro-pop', want 'stropop' levert de meeste treffers op Google."
- "Registratie van e-mailverkeer schendt de privacy niet, want 55% van de Nederlanders heeft er geen enkel bezwaar tegen."
- "De monarchie is een goede zaak, want de meerderheid is er voorstander van."
- "Marktwerking, bijv. in de zorg, is slecht, want de meerderheid van de Nederlanders is er tegen."

Onjuiste premisse: de meerderheid heeft altijd gelijk.

### Drogreden van associatie
Bij een drogreden van associatie (Engels: association fallacy) probeert men iets of iemand zwart te maken (schuld door associatie) of op te hemelen (eer door associatie) door een eigenschap die datgene of diegene gemeen zou hebben met iets of iemand anders te gebruiken om datgene of diegene als geheel negatief dan wel positief af te schilderen.

#### Reductio ad Hitlerum
Deze drogreden is een specifieke schuld door associatiedrogreden en kan ook een willekeurige correlatie zijn: als iemands argument of mening overeenkomt met iets dat Adolf Hitler en/of de nazi's ook vonden, is het automatisch verwerpelijk en/of fout.
Op internet komt dit vaak voor als de Wet van Godwin.
- "Dat zeiden de nazi's ook".
- "Hitler was ook vegetariër".
- "Hitler vond ook dat er meer snelwegen moesten komen".
- "Het is fout om naar muziek van Wagner te luisteren, want Hitler luisterde daar ook naar."

Onjuiste premisse: Alles wat iemand zegt dat in verband kan worden gebracht met een slecht persoon moet vanzelfsprekend verkeerd zijn (bij Jeremy Bentham is dit de hobgoblin fallacy (naar de hobgoblin, een kwaadaardige geest uit de Angelsaksische folklore)).

#### Galileo fallacy
Deze drogreden is van het type eer door associatie. Iemand wiens opvattingen belachelijk worden gevonden, vergelijkt zichzelf met Galileo Galilei, die vanwege zijn heliocentrisme werd veroordeeld door de Rooms-katholieke Kerk in 1633, totdat de Kerk in 1992 toegaf dat Galileo niets verkeerd had gedaan. De persoon beweert dat het loutere feit dat zijn ideeën nu belachelijk worden gemaakt een bewijs is dat hij ooit nog wel gelijk zal krijgen.

### Tijdsargumenten
In deze categorie steunen de premissen ofwel op de aanname dat wat vroeger het geval was, iets nu ook geldig maakt, ofwel dat bepaalde zaken juist niet meer bij de huidige tijd passen en daarom ongeldig zijn.

#### Ad antiquitatem(beroep op traditie/het verleden)
Bij het beroep op traditie wordt het feit dat iets in het verleden zus of zo gedaan is, als argument aangevoerd om het op die wijze te doen. Soms is er de verborgen aanname, dat alles wat in het verleden goed gewerkt heeft en daardoor een positieve reputatie heeft opgebouwd, ook nu nog goed zal werken. Dat hoeft echter niet het geval te zijn. De drogreden gaat eraan voorbij dat er intussen betere methoden kunnen bestaan.
- "Dit geneesmiddel werd al gebruikt in het oude Egypte/China/India".

Onjuiste premisse 1: zo'n oud middel moet wel probaat zijn – anders werd het niet al zo lang gebruikt!

Onjuiste premisse 2: In deze oude culturen bezat men minstens evenveel geneeskundige kennis als wij nu. Echter, de destijds geldende medische kennis kan intussen sterk achterhaald zijn. Bovendien ontbreekt vaak documentatie over de werking en het gebruik van het geneesmiddel in de oudheid.
- "Al meer dan 2000 jaar geloven mensen in God. Dan moet Hij wel bestaan."[11]

Onjuiste premisse: mensen kunnen en zullen zich niet zo'n lange tijd vergissen.
- "Ik zie niet in waarom ik e-mail nodig zou hebben. Onze familie heeft een lange traditie van brieven schrijven."
- "Wikipedia? Nergens voor nodig, we hebben hier sinds jaar en dag de Winkler Prins."
- "Ik heb door mijn anciënniteit meer recht van spreken, sjaars!"

Onjuiste premisse: Wie langer ergens lid of werkzaam is, weet het beter.

#### Ad novitatem(beroep op moderniteit)
Bij deze drogreden wordt er gesteld dat moderne praktijken per definitie beter zijn dan ouderwetse, die achterlijk zouden zijn. Het moderne wordt opgehemeld als het juiste zonder verdere onderbouwing.
- Reini: "Erik, ik wil niet dat Lucy (leerlingverpleegster) jou als arts tutoyeert." 
Erik: "Maar dat hoort toch bij deze tijd." (voorbeeld uit Medisch Centrum West)[bron?]
- "Dit zijn middeleeuwse praktijken, afschaffen die boel!"
- "Dat is niet meer van deze tijd! Wie nog zo denkt, is echt hopeloos ouderwets!"

Het tijdstip of jaartal wordt zonder verdere toelichting gebruikt als argument om de bewering te verdedigen. Het naakte verspringen van een jaartal maakt een voorheen onjuiste bewering niet waar, tenzij dat jaartal zelf deel uitmaakt van de bewering, bijvoorbeeld: "De jaren tachtig zijn voorbij."
Onjuiste premisse: een recente bewering bevat meer waarheid.

### Ad passiones(beroep op emotie)
Deze argumenten proberen de tegenstander op onredelijke wijze te overtuigen.

#### Ad metum, in terrorem, ad baculum(beroep op angst)
Drogreden met beroep op angst, ook wel "drogreden met de stok" genoemd.
- "Als jij je eten niet opeet, kan papa weleens héél boos worden..."

#### Ad odium(beroep op wrok)
- "Als jij voor mij stemt in plaats van voor Jan, dan kun je hem er eindelijk voor terugpakken dat hij een deuk in jouw auto maakte."

Onjuiste premisse: 'je pakt Jan terug' is het logische gevolg van 'jij stemt voor mij'.

Let wel: dit is een drogredenering omdat de premisse niet klopt. Maar het kan in werkelijkheid wel juist zijn.

#### Ad misericordiam(beroep op medelijden)
Dit is proberen iemand te overtuigen door een beroep te doen op zijn medelijden.
- "Maar ik heb drie jaar aan dit rapport gewerkt, dus je moet me gelijk geven."
- "U zult een hoger bod moeten doen, ik ben namelijk erg gehecht aan [dit voorwerp dat ik te koop aanbied]."
Het feit dat de verkoper gehecht is aan een object, verhoogt de intrinsieke waarde voor de potentiële koper niet.
Dit is vanuit de verkoper gezien overigens niet per se een drogreden. Het kan zijn dat de verkoper een geliefd voorwerp verkoopt uit geldnood, maar er wel een bepaald minimumbedrag voor hoopt te krijgen, een lager bedrag is de verkoper het gemis niet waard. Als de verkoper vervolgens de potentiële koper kan overtuigen waardoor de koper óók gehecht zal raken aan het voorwerp, is daarmee de intrinsieke waarde voor de koper ook verhoogd, en dus de hogere vraagprijs gerechtvaardigd.

#### Beroep op genade
Het omgekeerde van Ad misericordiam: de spreker toont mededogen met de toehoorder door niet in te gaan op het complexe bewijs met hoge moeilijkheidsgraad of onprettige onthullingen. Dit is tegelijk het ontduiken van de bewijslast, zie verderop.
- "Ik bespaar u de details."

#### Bewijs per intimidatie
(Ook bewijs door intimidatie.) Nauw verwant aan beroep op angst, met het verschil dat in dit geval slechts de intellectuele capaciteiten van de tegenstander worden betwijfeld, terwijl bij het beroep op angst de gehele (fysieke) gesteldheid van de tegenstander wordt bedreigd. De stelling wordt verdedigd door de ander bij voorbaat te intimideren:
- "Zie je dat dan niet? Het is triviaal!"

Het ligt aan de ander dat het niet begrepen wordt.
- "Ieder weldenkend mens zal het ermee eens zijn dat..."

De opzet is om tegenstanders ervan te weerhouden het standpunt tegen te spreken, doordat de opponent impliciet zou toegeven geen weldenkend mens te zijn.

#### Beroep op vleierij
De spreker probeert de ander over te halen door diegene te vleien met mooie woorden. De ander kan vervolgens de aan haar of hem toegedichte positieve eigenschap bevestigen door zich over te laten halen. Dit is een positieve vorm van een ad hominem en het omgekeerde van het bewijs per intimidatie.
- "Een mooie meid als jij heeft er vast geen bezwaar tegen dat ik een foto van haar neem, toch?"
- "Jij bent zo'n slimme vent, jij wil dit probleem vast wel even voor me oplossen, hè?"
- "Is er ook een sterke man die dit voor mij even sjouwt?"

In de praktijk kan dit werken, zolang men accepteert dat het vleiende gedeelte slechts een nevenschikkend argument is, omdat hetgeen de spreker wil bereiken er niet per se uit volgt (non sequitur). Een weigerend antwoord dat de vleierij niet ontkent kan zijn: "Ik ben misschien..., maar dat wil nog niet zeggen dat ik voor jou..."

#### Wishful thinking(wensdenken)
Bij wensdenken neemt men aan dat iets waar is, omdat men vurig hoopt dat het waar is.

## Semantische drogredenen
Dit zijn drogredenen waarbij de conclusie bereikt wordt (of de toehoorder overtuigd wordt) door een onjuist gebruik van woorden.

### Ad nauseam
Bij een misleidende of nodeloze herhaling (letterlijk misselijkmakend) wordt een niet-onderbouwd standpunt telkenmale herhaald, zodat (ten onrechte) de indruk kan ontstaan dat er overeenstemming over bestaat. De juistheid wordt aangetoond door verwijzing naar elders.
- "Zoals we op het vorige college/in het vorige hoofdstuk al hebben gezien..."

Ook wel: stokpaardje.
Weerhoudt de tegenstander in de discussie ervan om nieuwe argumenten te kunnen aandragen, omdat steeds op hetzelfde gereageerd moet worden.

### Ambiguïteitsdrogreden
Bij deze categorie schuilt de drogreden in een ambigu gebruik van een woord(groep), zin(snede) of meerdere zinnen.

#### Equivocatie
Het verwarren van meerdere betekenissen van hetzelfde woord (homonymie).

##### No true Scotsman
Bij een no true Scotsman (Nederlands: geen echte Schot) wordt een ad hoc-poging gedaan om een generalisering in stand te houden om te voorkomen dat deze door een tegenvoorbeeld wordt weerlegd.
- Alle Schotten houden van whisky.
- Sean is een Schot, maar houdt niet van whisky.
- Dus, Sean is geen echte Schot.[15]

#### Amfibolie
Het verwarren van twee manieren waarop dezelfde zin te ontleden is.

#### Compositie-drogreden
Onjuist aannemen dat alle onderdelen toepasbaar zijn op het geheel.
Voorbeeld: '5 is 2 en 3. Dus 5 is zowel een even als oneven getal.'

#### Divisie-drogreden
Onjuist aannemen dat het geheel toepasbaar is op alle onderdelen.
Voorbeeld: 'Een mens kan zitten en lopen. Dus een mens kan zittend lopen.'

#### Quote mining
Een citaat uit verband rukken op een manier waardoor die een andere betekenis krijgt dan in de context.
- De Bijbel zegt zelf: Er is geen God.

In de context staat er: De dwaas zegt in zijn hart: Er is geen God.

### Retoriek
Proberen de stelling van de ander met welsprekendheid te weerleggen, bijvoorbeeld met een absurdisme.
- "Als Griekenland zijn schulden kan afbetalen, dan ben ik de paus!"

Uiteraard is het gebruik van retoriek op zichzelf nog geen drogreden.

### Puzzel-denkfout
Ervan uitgaan dat een stelling juist is zolang men er maar een consistent en coherent verhaal bij heeft.

### Ignoratio elenchi
(afleidingsmanoeuvre) (rookgordijn)
Het argument van het negeren. Een vorm van drogreden waarmee getracht wordt een discussie te winnen door het 
echte onderwerp uit de weg te gaan. Negeren van tegenargumenten door op een ander standpunt in te gaan dan de stelling die ter discussie staat. Argumenten die in de verte iets met het onderwerp te maken hebben, maar die er niet direct op slaan.
"Onbekendheid met de weerlegging": de spreker weerlegt de argumenten niet. Indien een burger de overheid verzoekt op een bepaalde regel een uitzondering te maken om redenen (a) en (b), is het correcte antwoord dat (a) en (b) niet van toepassing zijn, of dat het maken van de gevraagde uitzondering ongewenste consequenties kan hebben. Het antwoord kan niet bestaan uit het herhalen van de tekst van de regel.

### Bewijs van wapperende handen of bewijs van de tikkende tijd
De juistheid wordt met gebaren aangetoond.
- "En hier tussen stap 136 en 137... gebeurt er een wonder!"

### Bewijs op krediet (beroep op naderende aanvaarding)
De spreker neemt een voorschot op het nog te leveren bewijs.
- "Zoals ik zal aantonen in mijn binnenkort te publiceren artikel..."
- "Binnenkort zullen de bewijzen onthuld worden."

### Bewijs vanuit ontoegankelijkheid
De juistheid wordt aangetoond door verwijzing naar niet-traceerbare bronnen.
- "Dit toonde dr. Pjtrovski al aan in 1931 in de Verslagen van het Slowaaks Filologisch Genootschap."

### Bewijs door subsidie
De juistheid wordt aangetoond door de steun die het verkrijgt.
- "Drie ministeries geven steun aan mijn project, hoe kan het dan fout zijn?"

Deze drogredenering lijkt op het beroep op autoriteit.

## Omzeilen van de bewijslast
Dit zijn excuses om zelf geen geldige argumenten te hoeven geven. Drogredenen uit deze categorie kunnen allemaal terzijde worden geschoven met het scholastieke axioma: "Quod gratis asseritur, gratis negatur" (Wat zomaar wordt beweerd, mag zomaar worden genegeerd).

### Ontduiken van de bewijslast
Bij deze drogreden geeft men geen bron of duidelijke uitleg waarom iets zo is, maar stelt men het voor als een simpel feit. Hierdoor wordt het voor de opponent heel erg moeilijk om inhoudelijk te reageren op zijn tegenstander.
- "O, dat weet ik gewoon."

De stelling wordt verondersteld een gegeven te zijn, een a priori-waarheid.
- "Dat hoef ik niet te bewijzen, dat ís gewoon zo!"

Hier wordt gesteld dat iets zo overduidelijk is of dat er geen nader argument hoeft te worden gegeven om aan te nemen dat iets het geval is; deze vorm van ontduiking van de bewijslast leunt aan tegen het bewijs per intimidatie.
- "Ook al kan ik er geen bewijs voor leveren, het is wel waar."

Deze drogreden veronderstelt dat er gewoonweg geen manier zou zijn om te bewijzen dat iets het geval is; er rest de tegenstander niets anders dan de stelling voor waar aan te nemen, waarbij deze vorm gaat lijken op een autoriteitsargument.

### Verschuiven van de bewijslast
Hierbij wordt gepoogd een eerder weersproken argument door middel van een ad-hoc-hypothese te redden of geprobeerd de oorspronkelijke stelling ongemerkt iets aan te passen om te voorkomen dat deze (volledig) weerlegd wordt. Dit heet ook wel "de doelpalen verplaatsen" (moving the goalposts) zodat de tegenstander niet kan "scoren". Een bekend voorbeeld is The Parrot Sketch (1969) van Monty Python.
- Klant: "Mijn pasgekochte papegaai is dood." Verkoper: "Nee, hij slaapt gewoon." (Klant probeert papegaai ruw wakker te maken). Klant: "Hij is nog steeds dood." Verkoper: "Nee, hij is bedwelmd." Klant: "Ik ben het beu; deze papegaai is duidelijk overleden (...)." Verkoper: "Misschien verlangt hij naar de fjorden..." enz.

Een ander voorbeeld is hoe apologeten, die in de onfeilbaarheid van de Bijbel geloven, de discrepantie tussen Matteüs 2:1 (volgens welke Jezus in of vóór 4 v.Chr. is geboren) en Lucas 2:2 (volgens welke Jezus in of na 6 n.Chr. is geboren) proberen op te lossen.
- Apologeet: "Misschien had Quirinius een eerdere termijn in Syria toen Herodes nog leefde, en is Jezus toen geboren." Scepticus: "Daarvoor is geen bewijs en hij was al gouverneur van Galatia." Apologeet: "Misschien maakten ze een uitzondering voor Quirinius." Scepticus: "In de hele geschiedenis van het Romeinse Rijk is er nog nooit iemand geweest met een dubbel gouverneurschap, en Varus was toen al gouverneur van Syria." Apologeet: "Misschien was Quirinius geen gouverneur maar slechts een beheerder die de volkstelling uitvoerde." Scepticus: "Maar in Lucas 2:2 staat duidelijk "gouverneur" (ἡγεμονεύοντος)." Apologeet: "Misschien bedoelde Lucas eigenlijk "beheerder" toen hij "gouverneur" schreef..." enz.

### Omkeren van de bewijslast
Bij voorbaat al tegenargumenten van de tegenstander verlangen in plaats van zelf eerst de stelling te onderbouwen.
- "Ik vind dit een goed plan. Bent u het niet met mij eens? Kom dan eerst maar eens met argumenten!"
- "Ik geloof niet in God." – "O ja? Bewijs jij dan maar eens dat Hij níet bestaat!"
- "Als je mijn ongelijk niet kunt aantonen, heb ik gelijk."
- Officier van Justitie tegen verdachte: "U hebt geen alibi, dus u bent schuldig"

De bewijslast ligt bij de aanklager. De verdachte hoeft niet te bewijzen dat hij onschuldig is.
Degene die deze drogreden gebruikt hoopt hierbij de tegenstander tot een ex silentio te forceren wanneer die niet aan de omgekeerde bewijslast kan voldoen.

## Andere drogredenen

### Petitio principii(cirkelredenering)
Van een cirkelredenering is sprake wanneer de bewering wordt aangevoerd als argument voor zichzelf.
- "Ik ben de baas omdat ik het hier voor het zeggen heb."
- "Natuurlijk had ik er een reden voor, want anders had ik het niet gedaan."
- "Ik heb dat niet gestolen, want ik ben geen dief."
- "God bestaat omdat het in de Bijbel staat, en wat in de Bijbel staat is waar omdat het Gods woord is."

Berucht is de cirkelredenering van Descartes.

### Ad consequentiam(beroep op gevolgen)
Een drogredenering met het oog op de consequenties. Men beargumenteert dat een stelling waar of juist onwaar is, omdat het tegendeel nadelige consequenties zou hebben.
- "Er dreigt geen kernoorlog. Als dat wel zo was zou ik geen oog dicht doen."
- "Deze Rembrandt is echt, want anders gaan we voor miljoenen het schip in."
- "Als we echt van apen afstammen, zouden we ons toch ook als apen moeten gedragen."
- Lambik in Suske en Wiske: "Ik een egoïst?! Dan zou ik het zelf toch weten." (Onjuiste premisse: alle karaktereigenschappen van een mens zijn aan hem bekend)
- "Er is leven na de dood, want ik word bang van de gedachte dat er niks meer is als je sterft."

### Hellend vlak
Argumentatie waarbij niet de zaak zelf als slecht wordt betiteld, maar de overtreffende variant die algemeen bekendstaat als slecht, als logisch gevolg wordt aangedragen. Daarmee wordt de zaak alsnog als slecht betiteld, zonder dat het logisch gevolg wordt bewezen. Dit wordt ook een "stepping stone-theorie" genoemd.
- "Alle alcoholisten zijn ooit met limonade begonnen."
- "Alle verslaafden aan hard-drugs zijn ooit met marihuana begonnen."
- "Als we homo's laten trouwen, laten we dieren later vast ook trouwen."

Bij het argument van het hellend vlak gaat het erom dat er ten onrechte wordt gesteld dat uit maatregel Q uiteindelijk een afschrikwekkend gevolg Z volgt. Echter, de kans dat uit maatregel Q via gevolg R, vervolgens S, daarna T, uiteindelijk Z voortkomt, wordt steeds kleiner en is in vele gevallen zelfs nihil te noemen. Bijkomend effect is dat de hellendvlakredenering twee kanten op werkt. Een eenvoudige tegenwerping van het laatste voorbeeld is bijvoorbeeld:
- "Als we homo's niet laten trouwen, laten we hetero's later vast ook niet meer trouwen."

Dit voorbeeld maakt duidelijk dat de hellendvlakredenering niet tot zinnige besluitvorming kan leiden.
Deze drogreden wordt ook regelmatig aangeduid met de termen domino-argument en slippery slope. Overigens is omstreden of het wel werkelijk een afzonderlijk type drogreden betreft: voorstanders van een dergelijke redenering stellen dat het gaat om een waarschuwing voor een, gelet op de verdere gevolgen, ongewenst precedent. Daarmee gaat de hellend vlak-redenering over in de vorige drogreden: beroep op gevolgen.

### Stropopredenering
Een standpunt van de tegenstander (impliciet) verdraaien of er een zelfbedachte karikatuur van optrekken, waardoor het gemakkelijker aan te vallen is, of op voorhand al in de ogen van velen bespottelijk lijkt.
- "Ik ben tegen A." – "Maar dan voldoe je toch niet aan B?"

Hier wordt het standpunt "Ik ben tegen standpunt A" impliciet veranderd in "Ik ben tegen B".
- "Ik geloof in een God." – "Dus jij gelooft dat er ergens op een wolk een oude kerel zit?"

Hier wordt het standpunt "Er is een God" veranderd in een bespottelijke karikatuur. De tegenstander worden woorden in de mond gelegd, zodat de spreker een standpunt aanvalt dat de tegenstander nooit heeft verdedigd.
- “Laten we meer geld steken in de zorg” - “Dus jij wil ervoor zorgen dat we gaan bezuinigen op Defensie?”

Hier wordt het standpunt “Er moet meer geld komen voor de zorg” veranderd in een aanval op de spreker.

### Suggestieve vraag
Ook wel leidende, meervoudige of geladen vraag genoemd. Ergens ten onrechte van uitgaan wanneer men een vraag stelt.
- "Sla je je vrouw nog steeds?"

Als de ondervraagde 'ja' zegt, erkent hij dat hij zijn vrouw slaat en als hij 'nee' zegt erkent hij dat hij vroeger zijn vrouw heeft geslagen.
- Een verslaggever vroeg aan de verdachte Holleeder die was opgepakt voor de ontvoering van Freddy Heineken en diens chauffeur: "Heb je er spijt van?". Advocaat Max Moszkowicz sr. greep in en zei: "Deze vraag beantwoordt de cliënt niet, daarmee zou hij impliciet schuld bekennen." Deze vraag is eveneens niet met 'ja' of 'nee' te beantwoorden, als de verdachte niet onschuldig is, omdat "ervan" niet in de aanvoegende wijs te zetten is, zoals wel met een werkwoord kan om de niet-werkelijkheid te benadrukken.

## Redeneringen die op drogredenen lijken
Sommige soorten redeneringen worden soms aangezien voor drogredeneringen, terwijl het in feite correcte redeneringen (kunnen) zijn.

### Bewijs uit het ongerijmde (reductio ad absurdum)
Hiermee wordt bewezen dat een stelling niet waar is, door aan te tonen dat men een absurde conclusie kan trekken als het wel waar zou zijn. De stelling wordt zodoende weerlegd met een absurdisme. Dit hoeft niet per se een drogreden te zijn. Door aan te tonen dat een stelling geen noodzakelijke waarheid is, kan men deze op geldige wijze weerleggen.
- Ufo-enthousiasteling: "Als je sceptisch bent over het bestaan van buitenaardse bezoekers, moet je ook sceptisch zijn over het bestaan van de Chinese Muur, aangezien je deze ook nog nooit persoonlijk gezien hebt." (valse analogie)
- "Als de Aarde plat is dan kan men eraf vallen. Maar niemand kan van de Aarde vallen, dus de Aarde is niet plat." (onbewezen premissen)
- "Je moet de mening van C respecteren, want alle meningen zijn even waardevol en kunnen niet ontkend worden." "Maar de mening van D dan?" (D heeft een mening waarvan bekend is dat hij verkeerd is) "Ja, je kunt D's mening wel ontkennen." "In dat geval is het niet waar dat elke mening even waardevol is en niet ontkend kan worden, dus ook C kan ongelijk hebben." (geldig)
- "Als de grens van Europa niet aan de grens met Turkije ligt, kan men evengoed een unie vormen met alle Chinezen!"[20] (hellendvlakredenering)

## Manipulatie met niet-aangetoonde bijvoeglijke naamwoorden
De toehoorder wordt op het verkeerde been gezet door onterecht gebruik van bijvoeglijke naamwoorden. Doordat hier snel veel meer zinnen en tekst volgen wordt de toehoorder gemanipuleerd en lijkt de drogredenering op voorhand waar.
- De mentalist zegt: "Dan stop ik nu mijn hand in deze pot waarin de dodelijke slang zich bevindt!". De slang is onschuldig en niet dodelijk, maar dat weet de toehoorder niet en dus is het een spannende act.
- De bakker zegt: "Onze overheerlijke gevulde koeken kosten vandaag slechts 1 euro per stuk!". Misschien zijn die koeken wel helemaal niet overheerlijk, maar de reclame van slechts 1 euro lijkt goed in de ogen van de toeschouwer.